# NGC 4502
NGC 4502 ist eine Spiralgalaxie mit hoher Sternentstehungsrate vom Hubble-Typ Scd im Sternbild Haar der Berenike am Nordsternhimmel. Sie ist schätzungsweise 71 Millionen Lichtjahre von der Milchstraße entfernt.
Das Objekt wurde am 21. März 1784 von dem deutsch-britischen Astronomen William Herschel mithilfe seines 18,7 Zoll-Spiegelteleskops entdeckt.